# 聖公會聖三一堂 (基隆市)
25°07′39″N 121°45′36″E / 25.12761656691919°N 121.75999184082715°E
聖公會聖三一堂是臺灣聖公會於1963年在基隆市成立的一所禮拜堂，位於基隆市信義區東明路163號。

## 沿革
1963年，吉爾生主教派遣林約翰牧師在基隆負責禮拜堂，以解決基隆教友主日崇拜須至台北聖約翰座堂的問題，並於該年11月租用土地銀行基隆分行會議廳，開始舉行主日禮拜。之後購得位於東明路53號的二層樓房舍。於1964年聖靈降臨日由吉爾生主教親臨祝聖，命名聖三一堂，並任命林約翰牧師為首任牧者。
1978年2月，聖三一堂重建成四層樓建築，二樓為禮拜堂，三樓牧師館，四樓出租給學生住宿。
2002年元月張玲玲接任堂牧，在期間，教堂建築因長年受該地區潮濕氣候影響，導致內外牆明顯分層和侵蝕，影響了建築的使用。在教區、教友和友堂的熱心支持和奉獻下，修繕工作順利完成，教堂建築煥然一新，以新氣象再次向宣教之路邁進。
2015年2月1日由林俊明牧師接任迄今，同時紀念建堂50週年。

## 禮拜時間
以下時間以當地時間（臺灣時間）為準
- 華語崇拜——主日 10:30（AM）

## 圖輯

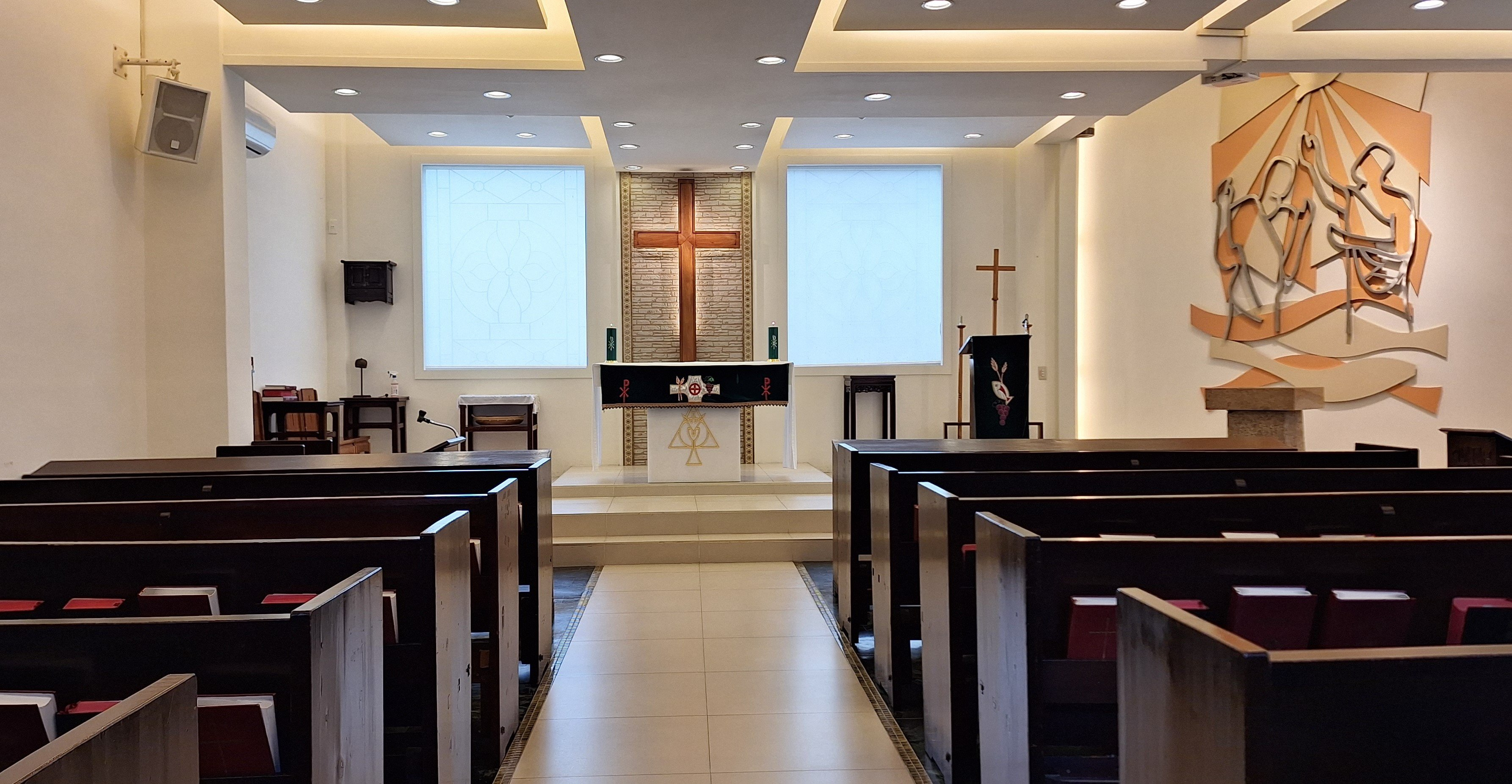
聖三一堂禮拜堂內部
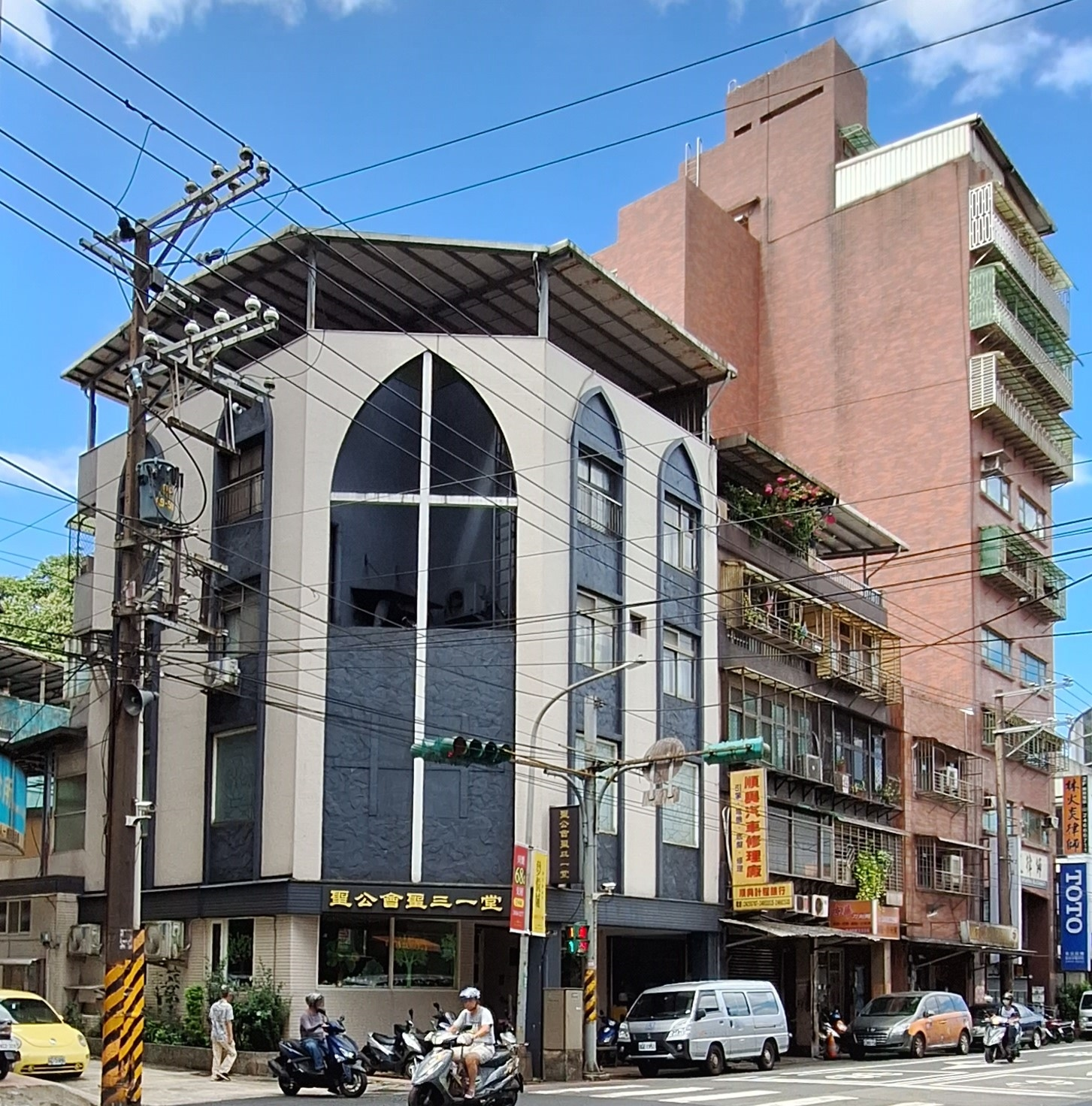
聖三一堂全景

## 外部連結
- 臺灣聖公會聖三一堂 （页面存档备份，存于）